# Manfred A. Biondi
Manfred A. Biondi (* 5. März 1924 in Carlstadt, New Jersey; † 28. September 2016 in Charleston, West Virginia) war ein US-amerikanischer Physiker.
Biondi erhielt 1944 den B.S. am Massachusetts Institute of Technology und 1949 den Ph.D. für Physik ebenfalls dort. Bis 1960 war er bei Westinghouse Electric Corporation, zuerst bis 1957 als Research Physicist to Advisory Physcist und dann als Manager des Physics Department. 1959 wurde er Fellow der American Physical Society. Von 1960 bis 1986 war er Professor für Physik an der University of Pittsburgh.
Biondi war von 1972 bis 1973 ein Visiting Fellow am National Bureau of Standards des Joint Institute for Laboratory Astrophysics (JILA), von 1976 bis 1986 Austauschprofessor an der Universität von Paris, von 1985 bis 1988 Mitglied des Army Basic Research Steering Committee am National Research Council und von 1987 bis 1988 deren Vorsitzender.
Biondi beschäftigte sich in seinen Forschungen u. a. mit der Entwicklung von innovativen Experimentiertechniken bei Kollisionsprozessen von Elektronen mit Ionen.

## Auszeichnungen
- 1984 Davisson-Germer-Preis[4]